# Museu Histórico de Capim Branco
O Museu Histórico de Capim Branco é um museu localizado em Capim Branco, com a missão de preservar a história desse município de Minas Gerais. Foi fundado em 2013, na casa mais antiga de Capim Branco, o Casarão Inhô Cachimbo. O imóvel é do século XVIII e remete a construções típicas dos portugueses, tendo sido tombado pela Prefeitura de Capim Branco em 2009.
Em 2018, o estado de abandono do museu foi denunciado na imprensa.